# N’oubliez pas Oran!

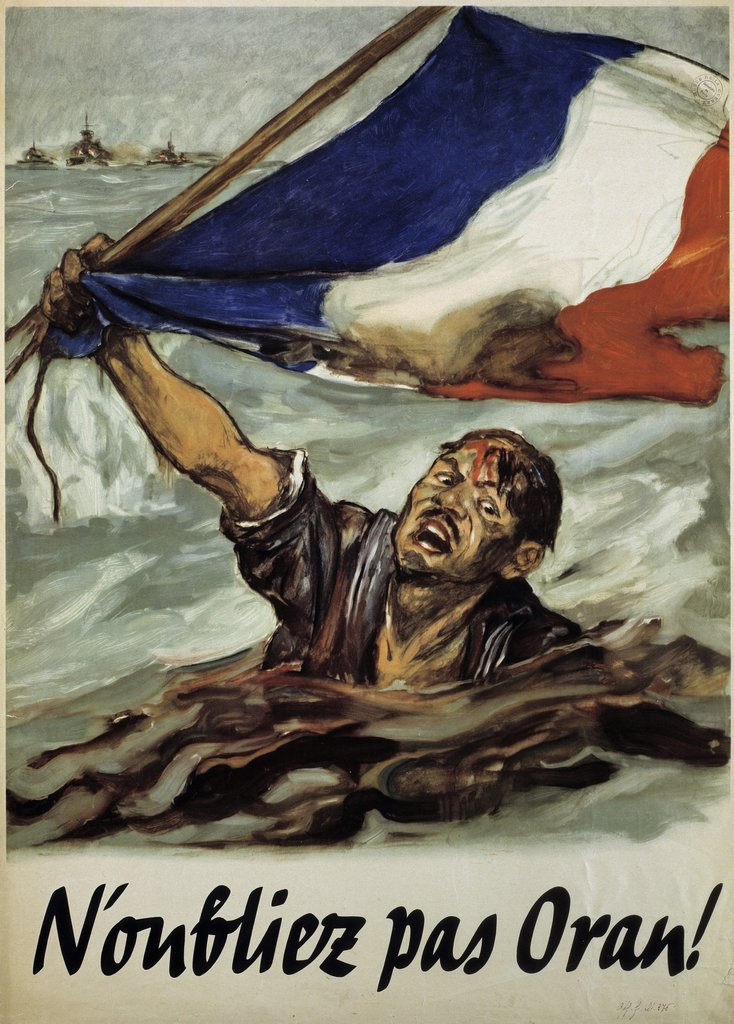
Nie zapomnijcie o Oranie!

N’oubliez pas Oran! (z fr. „Nie zapomnijcie o Oranie!”) – francuski plakat propagandowy o wymiarach 119 × 86 centymetrów, stworzony przez anonimowego artystę w roku 1940, po brytyjskiej operacji Catapult podczas II wojny światowej.

## Opis
22 czerwca 1940 roku nazistowskie Niemcy i III Republika Francuska zawarły rozejm w Compiègne, kończący działania wojenne między tymi państwami w czasie kampanii francuskiej. Jednym z warunków rozejmu było rozbrojenie przez Francuzów swojej floty. Wielka Brytania, która była do tego momentu sojuszniczką Francji nie była pewna, czy warunki rozejmu nie spowodują w praktyce przejęcia siłą okrętów francuskiej Marine nationale przez niemiecką Kriegsmarine, co dawałoby Niemcom szansę na skuteczną inwazję przez kanał La Manche na terytorium Wielkiej Brytanii. Największa koncentracja okrętów wojennych Francji znajdowała się w algierskim porcie Mers el-Kébir w pobliżu Oranu. 3 lipca 1940 roku po odrzuceniu przez Francuzów brytyjskiego ultimatum, Royal Navy otworzyła ogień do francuskich okrętów powodując zniszczenia i uszkodzenia jednostek oraz ofiary i rannych wśród francuskich marynarzy. Brytyjski atak wywołał gniew władz nowo powstałej Francji Vichy i oskarżenia o zdradę sojusznika.   
Jednym z przykładów stosunku Francuzów do Brytyjczyków w tamtym czasie, jest plakat przedstawiający tonącego francuskiego marynarza z ranną głową i z płonącymi okrętami na horyzoncie. Z grymasem bólu na twarzy spogląda na widza i wyzywająco wymachuje flagą Francji, którą  trzyma w zaciśniętej prawej dłoni. Wyraz jego oczu i okrzyk „N’oubliez pas Oran!” wzywają Francuzów do pamięci o ofiarach i zemsty za doznaną krzywdę.         